# Final da Taça dos Clubes Campeões Europeus de 1964–65
A Final da Taça dos Clubes Campeões Europeus de 1964-65 foi um jogo de futebol jogado no San Siro, em Milão, em 27 de maio de 1965 para determinar o vencedor da Taça dos Clubes Campeões Europeus de 1964–65. O clube italiano Inter de Milão venceu o clube português Benfica por 1 a 0 para ganhar o troféu pelo segundo ano consecutivo. 

## Caminho para a final
| Inter de Milão      | Inter de Milão | Inter de Milão | Inter de Milão | Fase             | Benfica           | Benfica | Benfica | Benfica |
| ------------------- | -------------- | -------------- | -------------- | ---------------- | ----------------- | ------- | ------- | ------- |
| Oponente            | Total          | 1º jogo        | 2º jogo        |                  | Oponente          | Total   | 1º jogo | 2º jogo |
| Não Jogou           | Não Jogou      | Não Jogou      | Não Jogou      | Primeira fase    | Aris Bonnevoie    | 10–2    | 5–1 (F) | 5–1 (C) |
| Dínamo de Bucareste | 7–0            | 6–0 (C)        | 1–0 (F)        | Segunda fase     | La Chaux-de-Fonds | 6–1     | 1–1 (F) | 5–0 (C) |
| Rangers             | 3–2            | 3–1 (C)        | 0–1 (F)        | Quartas-de-final | Real Madrid       | 6–3     | 5–1 (C) | 1–2 (F) |
| Liverpool           | 4–3            | 1–3 (F)        | 3–0 (C)        | Semifinais       | Vasas ETO Győr    | 5–0     | 1–0 (F) | 4–0 (C) |

## Jogo

### Detalhes
| 27 de Maio de 1965 | Inter de Milão | 1 – 0 | Benfica | San Siro, Milão                           |
|                    | Jair 43'       |       |         | Público: 89,000 Árbitro: Gottfried Dienst |

| Inter de Milão | Benfica |

| GL              | 1  | Giuliano Sarti     |
| ZE              | 2  | Tarcisio Burgnich  |
| ZC              | 6  | Armando Picchi (c) |
| ZD              | 3  | Giacinto Facchetti |
| VL              | 5  | Aristide Guarneri  |
| EE              | 7  | Jair da Costa      |
| MC              | 8  | Sandro Mazzola     |
| MC              | 4  | Gianfranco Bedin   |
| MC              | 10 | Luis Suárez        |
| ED              | 11 | Mario Corso        |
| ATA             | 9  | Joaquín Peiró      |
| Manager:        |    |                    |
| Helenio Herrera |    |                    |

| GL            | 1  | Costa Pereira    |
| LE            | 4  | Raúl Machado     |
| ZG            | 3  | Germano          |
| ZG            | 5  | Fernando Cruz    |
| LD            | 2  | Domiciano Cavém  |
| VL            | 6  | José Neto        |
| EE            | 11 | António Simões   |
| MC            | 7  | Mário Coluna (c) |
| MC            | 10 | Eusébio          |
| ED            | 8  | José Augusto     |
| ATA           | 9  | José Torres      |
| Manager:      |    |                  |
| Elek Schwartz |    |                  |